# UNSTOPPABLE
『UNSTOPPABLE』（アンストッパブル）は、キングギドラのシングル。2002年4月10日にデフスターレコーズから発売。諸事情（後述）で、再構成した内容で同年4月27日に再発売された。

## 解説
- 「F.F.B.」との同時発売で、復帰第1弾シングル。過去に発売された作品は全てインディーズからの発売だった為、事実上メジャーデビューシングル。
- オリジナル盤はアナログ盤も同時発売されている。
- 収録曲の「ドライブバイ」で「ヤワなラップをする者」として比喩した言葉（「ニセもん野郎にホモ野郎」、「そのオカマみたいな変なの」など）が、同性愛者を蔑視している（本人たちが発言したところによれば、KICK THE CAN CREWや嵐、ジャニーズを比喩したもの。）と市民団体に抗議されたため、同発の「F.F.B.」の内容も含め、両シングルの販売停止・回収という処分に至る[注釈 1]。
- 販売停止後、同年4月27日、本作の収録曲と「F.F.B.」収録曲とを再構成したシングル「UNSTOPPABLE」として再発売された（後述）。
- プロモーション活動も活発に行われ、発売時には「ミュージックステーション」[2]、「HEY!HEY!HEY!」、「COUNT DOWN TV」、「速報!歌の大辞10」(コメント出演)に出演した。
- 発売から20年後の2022年、『THE FIRST TAKE』にキングギドラとして登場し、「UNSTOPPABLE」の一発撮りを披露した[3]。披露後、音源化された(後述)。

## オリジナル盤の収録曲

### CD
1. UNSTOPPABLE
(作詞：ZEEBRA, K DUB SHINE / 作曲：DJ OASIS)
2. ミヤコ
(作曲：DJ OASIS)
3. ドライブバイ
(作詞：ZEEBRA, K DUB SHINE / 作曲：DJ OASIS)
4. UNSTOPPABLE (Instrumental)
5. ドライブバイ (Instrumental)

### アナログ盤
[SIDE-A]
1. UNSTOPPABLE
2. UNSTOPPABLE (Instrumental)
3. UNSTOPPABLE (Acappella)

[SIDE-B]
1. ドライブバイ
2. ドライブバイ (Instrumental)
3. ドライブバイ (Acappella)

## 再発盤
『UNSTOPPABLE』（アンストッパブル）は、キングギドラのシングル。前述のとおり再発盤で、2002年4月27日にDefSTAR Recordsから発売された。ジャケットはオリジナル盤のカラー写真をモノクロ写真に、黒い部分が茶色に変えられている。

### 収録曲
1. UNSTOPPABLE
(作詞：ZEEBRA, K DUB SHINE / 作曲：DJ OASIS)
2. 平成維新 feat. 童子-T & UZI
(作詞：ZEEBRA, K DUB SHINE, UZI, 童子-T / 作曲：DJ OASIS)
3. ミヤコ
(作曲：DJ OASIS)
4. 夜明け
(作曲：DJ OASIS)
5. UNSTOPPABLE (Instrumental)
6. 平成維新 (Instrumental)

### クレジット
UNSTOPPABLE
- Contain Sample
  - ZEEBRA『Mr.Dynamite』
  - K DUB SHINE『ラストエンペラー』

平成維新 feat. 童子-T & UZI
- Contain Sample
  - DABO：『拍手喝采』
  - RHYMESTER：『ブラザーズ』
  - K DUB SHINE：『機能停止』

- Recorded by S.Nitta (at D-1 Studio)
- Mixed by D.O.I
- Mastered by Chris Bellman (at Bernie Grundman Mastering)

## UNSTOPPABLE – From THE FIRST TAKE
『UNSTOPPABLE – From THE FIRST TAKE』（アンストッパブル・フロム・ザ・ファースト・テイク）は、キングギドラの配信限定シングル。2022年12月21日に配信された。
YouTubeチャンネル『THE FIRST TAKE』に出演した際にパフォーマンスしたものを音源化したものである。

### 収録曲
| #         | タイトル                              | 作詞                | 作曲      | 編曲      | 時間 |
| --------- | ------------------------------------- | ------------------- | --------- | --------- | ---- |
| 1.        | 「UNSTOPPABLE – From THE FIRST TAKE」 | Zeebra, K Dub Shine | DJ Oasis  |           | 3:22 |
| 合計時間: | 合計時間:                             | 合計時間:           | 合計時間: | 合計時間: | 3:22 |